# Треппо-Карнико
Треппо-Карнико (итал. Treppo Carnico) — бывшая коммуна в Италии, в области Фриули-Венеция-Джулия, в провинции Удине. В 2018 году вместе с коммуной Лигосулло объединена в новую коммуну Треппо-Лигосулло как её фракция (населённый пункт).
Население составляет 653 человека (2008 г.), плотность населения составляет 37 чел./км². Занимает площадь 19 км². Почтовый индекс — 33020. Телефонный код — 0433.
Покровительницей коммуны почитается святая Агнесса Римская, празднование 21 января.

## Демография
Динамика населения:

## Администрация коммуны
- Официальный сайт: http://www.comune.treppocarnico.ud.it/